# Galaxy Science Fiction
Galaxy Science Fiction va ser una revista de ciència-ficció estatunidenca de mida digest, publicada a Boston del 1950 al 1980. Va ser fundada per una empresa francoitaliana, World Editions, que volia entrar al mercat americà. World Editions va contractar com a editor H. L. Gold, que ràpidament va convertir Galaxy en la revista de ciència-ficció líder del seu temps, centrant-se en històries amb temes socials més que en tecnologia.
Gold va publicar moltes històries destacades durant el seu mandat, com ara "The Fireman" de Ray Bradbury, posteriorment ampliada com a Fahrenheit 451; The Puppet Masters de Robert A. Heinlein; i The Demolished Man d'Alfred Bester. El 1952, la revista va ser adquirida per Robert Guinn, el seu impressor. A finals de la dècada del 1950, Frederik Pohl ajudava a Gold amb la majoria dels aspectes de la producció de la revista. Quan la salut de Gold va empitjorar, Pohl va assumir el càrrec d'editor, començant oficialment a finals de 1961, tot i que feia temps que feia la major part de la feina de producció.
Sota la direcció de Pohl, Galaxy va tenir un èxit continuat, publicant regularment ficció d'escriptors com Cordwainer Smith, Jack Vance, Harlan Ellison i Robert Silverberg. Pohl no va guanyar mai el premi Hugo anual per la seva direcció de Galaxy, però va guanyar tres premis Hugo per la seva revista germana, If. El 1969, Guinn va vendre Galaxy a Universal Publishing and Distribution Corporation (UPD) i Pohl va dimitir, sent substituït per Ejler Jakobsson. Sota el mandat de Jakobsson, la revista va disminuir en qualitat. Es va recuperar sota el mandat de James Baen, que va assumir el càrrec a mitjans de 1974, però quan va marxar a finals de 1977 el deteriorament es va reprendre i hi va haver problemes financers: els escriptors no cobraven a temps i la periodicitat es va tornar erràtica. A finals de la dècada del 1970, els intervals entre números s'anaven allargant, i el títol finalment es va vendre a l'editor de Galileo, Vincent McCaffrey, que només va publicar un únic número el 1980. Un breu renaixement com a revista semiprofessional va seguir el 1994, editada pel fill de HL Gold, E. J. Gold; això va durar vuit números bimensuals.
En el seu apogeu, Galaxy va influir molt en el gènere de la ciència-ficció. Va ser considerada una de les principals revistes de ciència-ficció gairebé des del principi, i la seva influència no va disminuir fins a la marxa de Pohl el 1969. Segons Pohl, Gold va aportar una "subtilitat intel·lectual sofisticada" a les revistes de ciència-ficció, i va afegir que "després de Galaxy era impossible continuar sent ingenu". L'historiador de ciència-ficció David Kyle va comentar que "de tots els editors dins i fora de l'escena de la postguerra, el més influent, sens dubte, va ser H. L. Gold". Kyle va suggerir que la nova direcció que Gold va establir "inevitablement" va portar a la Nova Onada experimental, el moviment literari de ciència-ficció definitiu dels anys seixanta.

## Historia de la publicació
La primera revista de ciència-ficció, Amazing Stories, va aparèixer el 1926. A finals de la dècada del 1930, el gènere estava florint als Estats Units, però la Segona Guerra Mundial i la consegüent escassetat de paper van provocar la desaparició de diverses revistes. A finals de la dècada del 1940, el mercat va començar a recuperar-se. D'un mínim de vuit revistes actives als EUA el 1946, el camp es va expandir a 20 només quatre anys més tard. L'aparició de Galaxy el 1950 va ser part d'aquest auge. Segons l'historiador i crític de ciència-ficció Mike Ashley, el seu èxit va ser la raó principal d'una allau posterior de nous llançaments: van aparèixer 22 revistes de ciència-ficció més el 1954, quan el mercat va tornar a caure com a efecte secundari de les audiències del Senat dels Estats Units sobre la suposada connexió entre els còmics i la delinqüència juvenil.

### Orígens i anys cinquanta
| | Gen  | Feb   | Mar  | Abr  | Mai  | Jun  | Jul  | Ago  | Set  | Oct  | Nov  | Des  |
| --- | ---- | ----- | ---- | ---- | ---- | ---- | ---- | ---- | ---- | ---- | ---- | ---- |
| 1950 |      |       |      |      |      |      |      |      |      | 1/1  | 1/2  | 1/3  |
| 1951 | 1/4  | 1/5   | 1/6  | 2/1  | 2/2  | 2/3  | 2/4  | 2/5  | 2/6  | 3/1  | 3/2  | 3/3  |
| 1952 | 3/4  | 3/5   | 3/6  | 4/1  | 4/2  | 4/3  | 4/4  | 4/5  | 4/6  | 5/1  | 5/2  | 5/3  |
| 1953 | 5/4  | 5/5   | 5/6  | 6/1  | 6/2  | 6/3  | 6/4  | 6/5  | 6/6  | 7/1  | 7/2  | 7/3  |
| 1954 | 7/5  | 7/5-A | 7/6  | 8/1  | 8/2  | 8/3  | 8/4  | 8/5  | 8/6  | 9/1  | 9/2  | 9/3  |
| 1955 | 9/4  | 9/5   | 9/6  | 10/1 | 10/2 | 10/3 | 10/4 | 10/5 | 10/6 | 11/1 | 11/2 |      |
| 1956 | 11/3 | 11/4  | 11/5 | 11/6 | 12/1 | 12/2 | 12/3 | 12/4 | 12/5 | 12/6 | 13/1 | 13/2 |
| 1957 | 13/3 | 13/4  | 13/5 | 13/6 | 14/1 | 14/2 | 14/3 | 14/4 | 14/5 | 14/6 | 15/1 | 15/2 |
| 1958 | 15/3 | 15/4  | 15/5 | 15/6 | 16/1 | 16/2 | 16/3 | 16/4 | 16/5 | 16/6 | 17/1 | 17/2 |
| 1959 |      | 17/3  |      | 17/4 |      | 17/5 |      | 17/6 |      | 18/1 |      | 18/2 |
| Números de Galaxy de 1950 a 1959, amb el volum/número. H. L. Gold va ser editor durant la dècada del 1950. |      |       |      |      |      |      |      |      |      |      |      |      |

H. L. Gold, el primer editor de Galaxy, havia treballat a Standard Magazines a principis dels anys 40 com a editor adjunt, revisant tres revistes pulp de ciència-ficció de Standard: Startling Stories, Thrilling Wonder i Captain Future. Amb l'arribada de la guerra, Gold va deixar l'edició i va entrar a l'exèrcit, però a finals de 1949 va ser contactat per Vera Cerutti, que havia treballat per a ell. Cerutti treballava llavors per a una editorial francoitaliana, Éditions Mondiales Del Duca, fundada per Cino Del Duca, que havia obert una oficina a Nova York amb el nom de World Editions. Inicialment va demanar consell a Gold sobre com produir una revista, i ell li va proporcionar. World Editions va patir una forta pèrdua amb Fascination, el seu primer intent de llançar una revista als Estats Units, i Cerutti va tornar a Gold demanant recomanacions per a nous títols. Gold coneixia The Magazine of Fantasy & Science Fiction, una revista en format digest llançada a la tardor de 1949, però creia que encara hi havia lloc al mercat per a una altra revista seriosa de ciència-ficció. Va enviar un prospecte a World Editions que incloïa una proposta per a una sèrie de novel·les de ciència-ficció en butxaca, així com una publicació periòdica, i proposava pagar tres cèntims per paraula, una tarifa impressionantment alta, atès que la majoria de revistes de la competència només pagaven un cèntim per paraula. World Editions hi va estar d'acord, va contractar Gold com a editor i el primer número va aparèixer l'octubre de 1950. La sèrie de novel·les va aparèixer posteriorment com a Galaxy Science Fiction Novels.
Gold va suggerir inicialment dos títols per a la revista, If i Galaxy. El director d'art de Gold, Washington Irving van der Poel, va fer maquetes de múltiples dissenys i Gold va convidar centenars d'escriptors, editors, artistes i fans a veure'ls i votar pel seu favorit; la votació va ser fermament per Galaxy com a títol. Per al primer número, Gold va obtenir històries de diversos autors coneguts, com ara Isaac Asimov, Fritz Leiber i Theodore Sturgeon, així com la primera part de Time Quarry de Clifford D. Simak (publicat més tard en format de llibre com a Time and Again). Juntament amb un assaig de Gold, el primer número de Galaxy va introduir una columna de ressenya de llibres de l'editor d'antologies Groff Conklin, que va durar fins al 1955, i una columna científica de Willy Ley. Gold va intentar implementar tècniques d'impressió d'alta qualitat, tot i que la qualitat del paper disponible era insuficient per què es veiessin tots els beneficis. En qüestió de mesos, l'esclat de la Guerra de Corea va provocar una escassetat de paper que va obligar Gold a trobar un nou impressor, Robert M. Guinn. El nou diari era de qualitat encara inferior, una decepció per a Gold. Segons Gold, la revista va obtenir beneficis en cinc números: un assoliment "increïble", en les seves paraules.
L'estiu de 1951, els desacords dins de World Editions van provocar intents d'interrompre la distribució de Galaxy. Segons Gold, el director de circulació i el cap de l'oficina americana van acumular molts números en comptes de distribuir-los, i es van assegurar que els que sí que es van distribuir anessin a zones dels Estats Units, com el Sud, on hi havia poca o cap audiència per a la revista. El cap de l'oficina francesa de World Editions va anar als Estats Units per esbrinar quin era el problema i va recomanar que la revista es vengués als dos estatunidencs per 3.000 dòlars, un preu molt baix. Van intentar reclutar Gold, però ell va contactar amb l'oficina italiana, que va rebutjar la venda i finalment va acceptar vendre Galaxy a l'impressor Robert M. Guinn. Només després que es completés la venda va sortir a la llum el sabotatge en la distribució; World Editions volia recomprar la revista, però Guinn va oferir un preu quatre vegades més alt del que havia pagat. En paraules de Gold, «ell, Guinn, sabia què comprava, mentre que World Editions no sabia què venia».
La nova empresa de Guinn es va anomenar Galaxy Publishing Corporation, i va prendre el relleu a partir del número d'octubre de 1951. Gold hi va romandre com a editor, però va perdre l'ajuda del personal de World Editions, i va recórrer a l'ajuda de Jerome Bixby, Algis Budrys, Theodore Sturgeon i la seva pròpia dona, Evelyn Paige. L'autor de ciència-ficció Frederik Pohl, que aleshores treballava com a agent literari, també hi va ajudar connectant escriptors amb Gold.
A finals de la dècada del 1950, el boom de les revistes de ciència-ficció s'havia acabat i la seva circulació relativament baixa no les feia atractives per als distribuïdors, els intermediaris que transportaven les revistes des de les editorials fins als punts de venda. Gold va canviar el títol de Galaxy Science Fiction a Galaxy Magazine amb el número de setembre de 1958, comentant que el terme ciència-ficció "espanta molta gent i la dissuadeix de comprar". La tirada de Galaxy, amb uns 90.000 exemplars, era la més alta de les revistes de ciència-ficció, però Guinn va decidir retallar costos i, el 1959, va augmentar el preu de portada i va canviar la revista a una periodicitat bimensual, al mateix temps que n'augmentava el nombre de pàgines. Guinn també va reduir les tarifes que es pagaven als autors de tres (i ocasionalment quatre) cèntims per paraula a un cèntim i mig per paraula. Aquests canvis van estalviar a Galaxy més de 12.000 dòlars a l'any. El resultat va ser una caiguda de la circulació a uns 80.000 exemplars en dos anys, però això va ser sostenible gràcies a l'estalvi del pressupost en ficció.

### Dècada del 1960
| | Gen  | Feb  | Mar  | Abr  | Mai  | Jun  | Jul  | Ago   | Set   | Oct   | Nov   | Des  |
| --- | ---- | ---- | ---- | ---- | ---- | ---- | ---- | ----- | ----- | ----- | ----- | ---- |
| 1960 |      | 18/3 |      | 18/4 |      | 18/5 |      | 18/6  |       | 19/1  |       | 19/2 |
| 1961 |      | 19/3 |      | 19/4 |      | 19/5 |      | 19/6  |       | 20/1  |       | 20/2 |
| 1962 |      | 20/3 |      | 20/4 |      | 20/5 |      | 20/6  |       | 21/1  |       | 21/2 |
| 1963 |      | 21/3 |      | 21/4 |      | 21/5 |      | 21/6  |       | 22/1  |       | 22/2 |
| 1964 |      | 22/3 |      | 22/4 |      | 22/5 |      | 22/6  |       | 23/1  |       | 23/2 |
| 1965 |      | 23/3 |      | 23/4 |      | 23/5 |      | 23/6  |       | 24/1  |       | 24/2 |
| 1966 |      | 24/3 |      | 24/4 |      | 24/5 |      | 24/6  |       | 25/1  |       | 25/2 |
| 1967 |      | 25/3 |      | 25/4 |      | 25/5 |      | 25/6  |       | 26/1  |       | 26/2 |
| 1968 |      | 26/3 |      | 26/4 |      | 26/5 | 26/6 | 27/1  | 27/2  | 27/3  | 27/4  | 27/5 |
| 1969 | 27/6 | 28/1 | 28/2 | 28/3 | 28/4 |      | 28/5 | 128/6 | 129/1 | 129/2 | 129/3 | 29/4 |
| Números de «Galaxy» de 1960 a 1969, que mostren el volum/número. Els números estan codificats per colors per mostrar quan cada editor estava al càrrec; l'edició va passar d'H.L. Gold a Frederik Pohl i després a Ejler Jakobsson durant la dècada de 1960. Cal tenir en compte que l'aparent error en la numeració dels volums a finals de 1969 és, de fet, correcte. |      |      |      |      |      |      |      |       |       |       |       |      |

Guinn va adquirir If, una altra revista de ciència-ficció, el 1959, i la va donar a Gold perquè també l'edités. El número de juliol de 1959 d' If va ser el primer sota la direcció de Gold. El canvi de Galaxy a una periodicitat bimensual havia tingut com a objectiu ajudar a reduir la càrrega de treball de Gold, que no tenia bona salut; també va poder assumir If perquè les dues revistes alternaven els mesos de publicació. Cap a finals de la dècada del 1950, Frederik Pohl va començar a ajudar Gold, acabant per realitzar totes les tasques editorials, com ara escriure els editorials i les sinopsis i treballar amb l'impressor. Gold, que patia agorafòbia, feia esforços en aquell moment per sortir del seu apartament, però el 1960 va resultar greument ferit en un accident de taxi i va resultar incapaç de continuar com a editor. Pohl va assumir el càrrec en algun moment a principis de 1961, tot i que no va aparèixer a la capçalera com a editor fins al número de desembre de 1961.
Pohl va intentar persuadir Guinn perquè doblés el salari d'un cèntim i mig per paraula fins al nivell anterior de tres. Guinn s'hi va negar, però Pohl va poder trobar prou material per comprar a un preu baix que li va permetre oferir a alguns autors tres cèntims per paraula. L'estratègia va tenir èxit en la millora de la circulació, i Guinn finalment va accedir a augmentar les tarifes.
Pohl també va intentar convèncer Guinn i Sol Cohen, a qui Guinn havia contractat per ajudar amb les tasques de publicació, perquè canviessin tant Galaxy com If a periodicitats mensuals. A finals de 1962, van estar d'acord, però aviat van canviar d'opinió i van decidir començar una tercera revista de ciència-ficció. Va portar per títol Worlds of Tomorrow i es va llançar a l'abril de 1963. Va durar fins a mitjans de 1967 (es va reviure breument entre 1970 i 1971). Una altra revista complementària, International Science Fiction, es va intentar publicar a finals de 1967, però només va durar dos números; presentava històries traduïdes d'altres idiomes i les vendes van ser molt escasses. Finalment, el 1968 Guinn va llançar Worlds of Fantasy, editada inicialment per Lester del Rey, el cap de redacció de Galaxy; només van aparèixer quatre números. A mitjans de 1968, Galaxy va tornar a tenir una periodicitat mensual.

### Dècada del 1970 i posteriors
El 1969, Guinn va vendre Galaxy a Universal Publishing and Distribution Corporation (UPD). Pohl es trobava a Rio de Janeiro en un Simposi Mundial de Ciència Ficció quan es va tancar la venda; va sentir la notícia quan va tornar a l'oficina de Galaxy després i al cap de pocs dies va decidir dimitir. Va romandre a la capçalera com a "editor emèrit", un càrrec inventat per evitar que Pohl es traslladés a una altra revista de ciència-ficció, i va tornar a la seva carrera d'escriptor. El seu lloc va ser ocupat per Ejler Jakobsson, que treballava al departament de llibres de la UPD. Lester del Rey va continuar com a editor de reportatges, i Judy-Lynn Benjamin va ocupar el seu lloc com a editora en cap. Jack Gaughan va ser nomenat editor d'art.
La circulació de Galaxy s'havia mantingut relativament estable a mitjans de la dècada de 1960, oscil·lant entre els 73.000 i els 78.000 exemplars, però l'adquisició de l'UPD va coincidir amb una caiguda precipitada: de 75.300 l'any  a data d'octubre de 1968, la circulació havia caigut a 51.479 només un any després. Les dificultats amb la distribució també van reduir els ingressos, i Arnold Abramson, el propietari d'UPD, va decidir retallar costos i maximitzar els beneficis. Galaxy va començar a publicar-se bimensualment a l'agost de 1970, posant fi a un període de dos anys de periodicitat mensual (tot i que s'havia perdut durant un parell de mesos). El nombre de pàgines, que s'havia reduït de 196 a 160 quan UPD la va comprar, es va tornar a augmentar i el preu va passar de 60 a 75 cèntims. Una edició britànica va començar el maig de 1972, publicada per Tandem Books, propietat d'UPD. L'efecte net de tots aquests canvis va ser un augment substancial de la rendibilitat. La circulació el 1972 també va augmentar en uns 6.000 números, tot i que és possible que això fos degut únicament a la nova edició britànica.
| | Gen  | Feb  | Mar  | Abr  | Mai  | Jun   | Jul  | Ago  | Set   | Oct   | Nov   | Des   |
| --- | ---- | ---- | ---- | ---- | ---- | ----- | ---- | ---- | ----- | ----- | ----- | ----- |
| 1970 |      | 29/5 | 29/6 | 30/1 | 30/2 | 30/3  | 30/4 | 30/5 |       | 30/6  |       | 31/1  |
| 1971 | 31/2 | 31/3 | 31/4 | 31/5 | 31/6 |       | 32/1 |      | 32/2  |       | 32/3  |       |
| 1972 | 32/4 |      | 32/5 |      | 32/6 |       | 33/1 |      | 33/2  |       | 33/3  |       |
| 1973 | 33/4 |      | 33/5 |      | 33/6 |       | 34/7 |      | 34/8  | 34/1  | 34/2  | 34/3  |
| 1974 | 34/4 | 34/5 | 34/6 | 34/7 | 35/5 | 35/6  | 35/7 | 35/8 | 35/9  | 35/10 | 35/11 | 35/12 |
| 1975 | 36/1 | 36/2 | 36/3 | 36/4 |      | 36/5  | 36/6 | 36/7 | 36/8  | 36/9  |       |       |
| 1976 | 37/1 | 37/2 | 37/3 |      | 37/4 |       | 37/5 |      | 37/6  | 37/7  | 37/8  | 37/9  |
| 1977 |      |      | 38/1 | 38/2 | 38/3 | 38/4  | 38/5 | 38/6 | 38/7  | 38/8  | 38/9  | 39/1  |
| 1978 |      | 39/2 | 39/3 | 39/4 | 39/5 | 39/6  |      |      | 39/7  |       | 39/8  |       |
| 1979 |      |      | 39/9 |      |      | 39/10 |      |      | 39/11 |       |       |       |
| 1980 |      |      |      |      |      |       | 40/1 |      |       |       |       |       |
| |      |      |      |      |      |       |      |      |       |       |       |       |
| 1994 | 1/1  |      | 1/2  |      | 1/3  |       | 1/4  |      | 1/5   |       | 1/6   |       |
| 1995 | 2/1  |      | 2/2  |      |      |       |      |      |       |       |       |       |
| Els números de «Galaxy» des del 1970 fins a l'últim número, inclosa la reedició del 1994, que mostrenel volum/número; els errors aparents del juliol i setembre del 1973, i la numeració senar del volum 35, es mostren correctament. Els editors, en seqüència, van ser Ejler Jakobsson, James Baen, J.J. Pierce, Hank Stine, Floyd Kemske i E.J. Gold. |      |      |      |      |      |       |      |      |       |       |       |       |

L'UPD va començar a tenir dificultats financeres a principis dels anys setanta, i quan Judy-Lynn del Rey (abans Judy-Lynn Benjamin) va marxar el maig de 1973 per treballar a Ballantine Books, la càrrega de treball de Jakobsson va augmentar considerablement. Va dimitir menys d'un any després, al·legant excés de feina i altres problemes, i va ser substituït per James Baen, que va assumir el càrrec amb el número de juny de 1974 després que Pohl rebutgés el càrrec. Baen també va assumir la direcció editorial d'If, però l'augment dels costos del paper va obligar al tancament d'If a finals de 1974, i el títol es va fusionar amb Galaxy. La revista havia tornat a una periodicitat mensual el setembre de 1973, però només es va complir de manera irregular, amb almenys un parell de números que es van perdre cada any excepte el 1974. Baen va aconseguir augmentar la circulació de nou, passant de 47.789 quan va assumir el càrrec a 81.035 quan va marxar. La revista va ser rendible per a UPD, però la pressió financera sobre l'empresa matriu va passar factura i Baen va marxar a finals de 1977 per treballar per a Ace Books; el número d'octubre va ser el seu últim.
Baen va ser substituït per John J. Pierce, però la situació només va empitjorar. Pierce va dimitir en menys d'un any: l'empresa tenia un deute creixent, i el seu ajudant d'oficina recorda que l'oficina semblava estar gestionada de manera ineficient, tot i que va comentar que Pierce "clarament estimava el que feia i sabia de què parlava". El substitut de Pierce va ser Hank Stine, que va assumir el càrrec a finals de 1978, tot i que a causa de la periodicitat irregular de Galaxy, l'últim número de Pierce va ser de març a l'abril de 1979. Stine només va aconseguir produir dos números més, juny-juliol de 1979 i setembre-octubre de 1979, abans que els problemes financers de l'UPD marquessin el final de la publicació. Els drets del títol es van transferir a una nova empresa, Galaxy Magazine, Inc., propietat de Vincent McCaffrey, propietari d'Avenue Victor Hugo, una llibreria de segona mà a Boston; UPD va conservar una participació del deu per cent per rebre ingressos de vendes futures per pagar els seus deutes. Stine havia compilat dos números més, però cap dels dos es va arribar a publicar mai; McCaffrey, que també havia llançat una revista independent, Galileo, tenia problemes de liquiditat que li van impedir distribuir la revista tal com havia previst. Finalment va aparèixer un altre número de McCaffrey, el juliol de 1980, en un format gran; va ser editat per Floyd Kemske. Es va muntar un número posterior, amb data d'octubre de 1980, però no es va arribar a distribuir.
Els darrers anys de la vida de Galaxy van estar marcats per històries de col·laboradors no remunerats. John Varley, per exemple, va informar que encara li devien diners pels seus relats cinc anys després de la seva publicació. Les propostes d'escriptors coneguts van disminuir, i la manca de suport financer de l'UPD va fer que la tarifa salarial fos tan poc atractiva com un cèntim per paraula. Les tarifes postals més elevades, els costos del paper més elevats i la competència contínua del mercat de la ciència-ficció en rústica van augmentar la pressió sobre Galaxy. Aquests problemes no es van resoldre amb la venda a McCaffrey, que ni tan sols tenia prou diners per pagar les despeses d'enviament, amb la qual cosa no tots els subscriptors de Galaxy van rebre una còpia del número final. Frederik Pohl culpa Arnie Abramson de la desaparició de Galaxy, qui, segons Pohl, "simplement no va dur a terme les funcions bàsiques d'un editor": pagar els autors, garantir que els subscriptors rebessin còpies i complir altres obligacions.

## Rellançaments de la revista
El 1994, la revista va reaparèixer breument com a publicació semiprofessional sota la direcció d'E. J. Gold, fill de H. L. Gold. E. J. Gold va produir vuit números amb una periodicitat bimensual regular, començant amb el número de gener-febrer de 1994 i acabant amb el de març-abril de 1995.
L'agost de 2024, Starship Sloane Publishing va rellançar Galaxy Science Fiction amb Justin T. O'Conor Sloane com a editor, continuant la numeració amb un número 263.

## Publicacions relacionades
L'editorial va publicar dues sèries de novel·les complementàries. La primera sèrie, Galaxy Science Fiction Novels, va començar el 1950 amb Sinister Barrier d'Eric Frank Russell; set títols van ser publicats per World Editions, i vint-i-vuit més per Galaxy Publishing Corporation de Guinn. Inicialment, els llibres estaven en format digest, però es va canviar a un format de butxaca estàndard per als quatre últims títols. El 1959 la línia va ser venuda a Beacon Books, que va produir 11 volums més. Beacon estava especialitzat en pornografia softcore i canviava els títols de la majoria dels llibres que van publicar perquè fossin més suggeridors. L'últim títol, Sin in Space (originalment Outpost Mars), de Cyril Judd (pseudònim de Cyril Kornbluth i Judith Merril) va aparèixer el 1961. Dos anys més tard va aparèixer una segona sèrie, Galaxy Magabooks; cadascuna d'aquestes constava de dues novel·les curtes, ambdues del mateix autor, publicades en un sol volum. Només se'n van publicar tres; l'últim, And My Fear Is Great/Baby Is Three, de Theodore Sturgeon, va aparèixer el 1964.